# Смітник історії
Смітник історії або звалище історії — фігура мовлення, що позначає місце, куди переміщаються люди, події, ідеології і т.д. п., будучи забуті в історії.
Франческо Петрарка завітавши до сучасного йому Рима назвав його «сміттєвою купою історії».
Одним із перших у сучасній історії вжив цей вислів Лев Троцький у зверненні до меншовиків, які залишили Другий З'їзд Рад.
Іншим широко відомим прикладом вживання цього фразеологізму стала промова Рональда Рейгана в британській Палаті громад 8 червня 1982 року, в якій він назвав Радянський Союз «Імперією зла».
Одним з останніх прикладів вживання є заява, яку зробив Муаммар Каддафі у березні 2011 року під час громадянської війни в Лівії на адресу країн НАТО, які розпочали бомбардування Лівії.